# 克罗尼讲座
克罗尼讲座（也称为克罗尼奖章）是一个由英国皇家学会和倫敦皇家內科醫師學會设立的年度荣誉奖项，1738开始颁发，以纪念皇家学会的建立者之一威廉·克罗尼（1633–1684）。